# ЖНБЛ в сезоне 1998
Сезон ЖНБЛ 1998 — 18-й сезон женской национальной баскетбольной лиги, по окончании которого чемпионом, в четвёртый раз, стала команда «Аделаида Лайтнинг». Последний раз сезон проводился в одном календарном году, а в следующем лига перешла на европейский формат осень-весна, чтобы лучшие игроки смогли играть в образованной в прошлом году ЖНБА. Сезон прошёл в усечённом формате, команды провели всего по 12 встреч, чтобы австралийские игроки смогли выставить свои кандидатуры на предстоящий драфт ЖНБА, состоявшийся 28 апреля.
В регулярном сезоне приняло участие девять команд, столько же сколько и в прошлом. Регулярный чемпионат в этом сезоне стартовал 13 февраля, а закончился 5 апреля, MVP которого была признана форвард клуба «Сидней Флэймз», Мишель Гриффитс. Наставник команды «Австралийский институт спорта», Фил Браун, был признан тренером года, а Андреа Картледж из команды «Мельбурн Тайгерс» — новичком года. Официально же сезон 1998 года завершился 18 апреля, когда клуб «Аделаида Лайтнинг» переиграл в финальной встрече команду «Сидней Флэймз» со счётом 67:56, а MVP финала была признана форвард «Лайтнинг» Джо Хилл.

## Регулярный чемпионат
И = Игр, В = Выигрышей, П = Поражений, П% = Процент выигранных матчей
| Регулярный сезон |                               |    |    |    |      |
| #                | Команда                       | И  | В  | П  | П%   |
| 1                | Сидней Флэймз                 | 12 | 10 | 2  | 83,3 |
| 2                | Аделаида Лайтнинг             | 12 | 9  | 3  | 75,0 |
| 3                | Перт Брейкерс                 | 12 | 8  | 4  | 66,7 |
| 4                | Австралийский институт спорта | 12 | 8  | 4  | 66,7 |
| 5                | Мельбурн Тайгерс              | 12 | 7  | 5  | 58,3 |
| 6                | Данденонг Рейнджерс           | 12 | 7  | 5  | 58,3 |
| 7                | Буллин Бумерс                 | 12 | 3  | 9  | 25,0 |
| 8                | Канберра Кэпиталз             | 12 | 2  | 10 | 16,7 |
| 9                | Брисбен Блэйзерс              | 12 | 0  | 12 | 0,0  |

## Финалы
| Полуфиналы     | Полуфиналы                    | Полуфиналы |  |          | Предварительный финал | Предварительный финал         | Предварительный финал    |                          |                           | Большой финал             | Большой финал             | Большой финал |
| -------------- | ----------------------------- | ---------- |  | -------- | --------------------- | ----------------------------- | ------------------------ | ------------------------ | ------------------------- | ------------------------- | ------------------------- | ------------- |
|                |                               |            |  |          |                       |                               |                          |                          |                           |                           |                           |               |
| 10 апреля 1998 |                               |            |  |          |                       |                               |                          |                          |                           |                           |                           |               |
| 1              | Сидней Флэймз                 | 61         |  |          |                       |                               |                          |                          |                           |                           |                           |               |
| 2              | Аделаида Лайтнинг             | 42         |  |          |                       |                               |                          |                          |                           |                           |                           |               |
|                |                               |            |  |          | 12 апреля 1998        | 12 апреля 1998                | 12 апреля 1998           |                          | 18 апреля 1998            | 18 апреля 1998            |                           |               |
|                |                               |            |  |          | 2                     | Аделаида Лайтнинг             | 81                       |                          | 1                         | Сидней Флэймз             | 56                        |               |
|                |                               |            |  |          | 4                     | Австралийский институт спорта | 54                       |                          |                           | 2                         | Аделаида Лайтнинг         | 67            |
| 10 апреля 1998 |                               |            |  |          |                       |                               |                          |                          |                           |                           |                           |               |
| 3              | Перт Брейкерс                 | 70         |  |          |                       |                               |                          |                          |                           |                           |                           |               |
| 4              | Австралийский институт спорта | 84         |  | Легенда: | Легенда:              | Посев победившей команды      | Посев победившей команды | Посев победившей команды | Посев проигравшей команды | Посев проигравшей команды | Посев проигравшей команды |               |

## Лидеры сезона по средним показателям за игру
| Показатель                       | Игрок           | Команда             | Всего | Игры | В среднем |
| -------------------------------- | --------------- | ------------------- | ----- | ---- | --------- |
| Очков в среднем за игру          | Эллисон Кук     | Буллин Бумерс       | 232   | 12   | 19,3      |
| Подборов в среднем за игру       | Люсиль Хэмилтон | Данденонг Рейнджерс | 135   | 12   | 11,3      |
| Передач в среднем за игру        | Робин Мар       | Сидней Флэймз       | 62    | 11   | 5,6       |
| Перехватов в среднем за игру     | Талли Бевилаква | Перт Брейкерс       | 37    | 9    | 4,1       |
| Блок-шотов в среднем за игру     | Дженни Уиттл    | Перт Брейкерс       | 40    | 12   | 3,3       |
| Процент точных бросков с игры    | Келли Лемеж     | Мельбурн Тайгерс    | 45/73 | 12   | 61,6      |
| Процент точных 3-очковых бросков | Ким Уиленс      | Канберра Кэпиталз   | 18/36 | 12   | 50,0      |
| Процент точных штрафных бросков  | Эллисон Кук     | Буллин Бумерс       | 44/50 | 12   | 88,0      |

## Награды по итогом сезона
- Самый ценный игрок женской НБЛ: Мишель Гриффитс, Сидней Флэймз
- Самый ценный игрок финала женской НБЛ: Джо Хилл, Аделаида Лайтнинг
- Новичок года женской НБЛ: Андреа Картледж, Мельбурн Тайгерс
- Лучший оборонительный игрок женской НБЛ: Эмили Макинерни, Мельбурн Тайгерс
- Лучший снайпер женской НБЛ: Эллисон Кук, Буллин Бумерс
- Тренер года женской НБЛ: Фил Браун, Австралийский институт спорта

- Сборная всех звёзд женской НБЛ:
  - З Кристи Харроуэр (Мельбурн Тайгерс)
  - З Энни Ла Флёр (Сидней Флэймз)
  - З Эллисон Кук (Буллин Бумерс)
  - Ф Карла Портер (Аделаида Лайтнинг)
  - Ф Мишель Гриффитс (Сидней Флэймз)